# 코파 안글로-이탈리아나
코파 안글로-이탈리아나(이탈리아어: Coppa Anglo-Italiana, 영어: Anglo-Italian Cup 앵글로-이탈리안 컵[*])은 이탈리아와 잉글랜드의 축구 클럽이 참가했던 국제 클럽 축구 대회이다. 1970년부터 1996년까지 개최되었다.
1970년부터 1973년까지는 프로 팀이 참가했지만 대회에 대한 관심 부족으로 인해 한동안 열리지 않았다. 1976년부터 1986년까지는 세미프로 팀이 참가했다. 1992년부터 1996년까지는 다시 프로 팀이 참가했는데 잉글랜드와 이탈리아의 2부 리그 팀이 참가했다.

## 역사
코파 안글로-이탈리아나는 지지 페로나체가 창안했다. 그는 1960년대에 잉글랜드로 건너간 이탈리아 축구 감독으로서, 잉글랜드 리그컵에서 우승했으나 잉글랜드 축구 협회의 반대로 유럽 클럽 대항전에 참가할 수 없게 된 스윈던 타운 축구단이 본 대회 구상에 영감을 주었다. 스윈던 타운은 당시 풋볼 리그 3부(3부 리그이며, 현재의 리그 원)에서 뛰고 있었고, 잉글랜드 국내 컵 대회의 2등 격인 리그컵에서 우승하여 인터시티스 페어스컵에 참가할 자격을 가졌으나, 오직 풋볼 리그 1부(현재의 프리미어리그)의 구단에게만 참가가 허용되어, 유럽 축구 대항전 참가가 가로막혔다.
첫 대회는 1970년에 열렸으며, 이탈리아 6구단(세리에 A)과 잉글랜드 6구단(풋볼 리그 1부에서 4구단, 2부에서 1구단, 3부에서 스윈던 시티)이 참가했다. 대회 구성은 각 국가의 구단이 2개씩 한개의 조를 이룬 3개의 조가 각 조에서 리그전을 벌인다. 가장 최고의 성적을 거둔 이탈리아 구단과 잉글랜드 구단이 결승전에서 서로 맞붙게 되는 구조였다.

## 역대 대회
| 개최 연도 | 우승              | 준우승          |
| --------- | ----------------- | --------------- |
| 1970년    | 스윈던 타운       | 나폴리          |
| 1971년    | 블랙풀            | 볼로냐          |
| 1972년    | 로마              | 블랙풀          |
| 1973년    | 뉴캐슬 유나이티드 | 피오렌티나      |
| 1976년    | 몬차              | 윔블던          |
| 1977년    | 레코              | 바스 시티       |
| 1978년    | 우디네세          | 바스 시티       |
| 1979년    | 서턴 유나이티드   | 키에티          |
| 1980년    | 트리에스티나      | 서턴 유나이티드 |
| 1981년    | 모데나            | 풀 타운         |
| 1982년    | 모데나            | 서턴 유나이티드 |
| 1983년    | 코센차            | 파도바          |
| 1984년    | 프란카빌라        | 테라모          |
| 1985년    | 폰테데라          | 리보르노 칼초   |
| 1986년    | 피아첸차          | 폰테데라        |
| 1992-93년 | 크레모네세        | 더비 카운티     |
| 1993-94년 | 브레시아          | 노츠 카운티     |
| 1994-95년 | 노츠 카운티       | 아스콜리        |
| 1995-96년 | 제노아            | 포트 베일       |